# Serie 1600 de Renfe
La Serie 1600 (según la nueva numeración de Renfe, Serie 316) de FEVE comprende un grupo de locomotoras diésel de línea, construidas en tres lotes a partir de 1981. Conforman la serie más numerosa construida para un ferrocarril de vía estrecha de España con 30 unidades producidas. Se marticulan en tres subseries, 1600, 1650 y 1660 (Subseries 316, 316.050 y 316.060). 
Son locomotoras del modelo AD16B de Alsthom, aunque sólo las seis últimas fueron construidas por esta sociedad, siendo el resto fabricadas bajo licencia por la Maquinista Terrestre y Marítima. Su diseño en ambas versiones es obra del diseñador industrial Jacques Cooper, estando consideradas las bicabina uno de los mejores diseños del parque ferroviario español. 

## Historia
Con objeto de modernizar su parque de locomotoras de tracción, FEVE encarga en 1981 a MTM la construcción de 14 locomotoras de 1600 CV de potencia. Varias opciones se plantean, pero FEVE, fiel a la tradición, se dirige a la industria francesa, que en ese momento tenía desarrollado un modelo de 1600 CV para las redes de vía métrica de las antiguas colonias, escogiéndose para este pedido el modelo monocabina. Un año más tarde, MTM comienza las entregas. Con la 1600 llega la revolución a la vía estrecha, ya que se incorpora un nuevo enganche automático denominado Alliance Full Size, generalización del freno de aire comprimido y mando múltiple. Las catorce unidades están numeradas del 1601 al 1614.

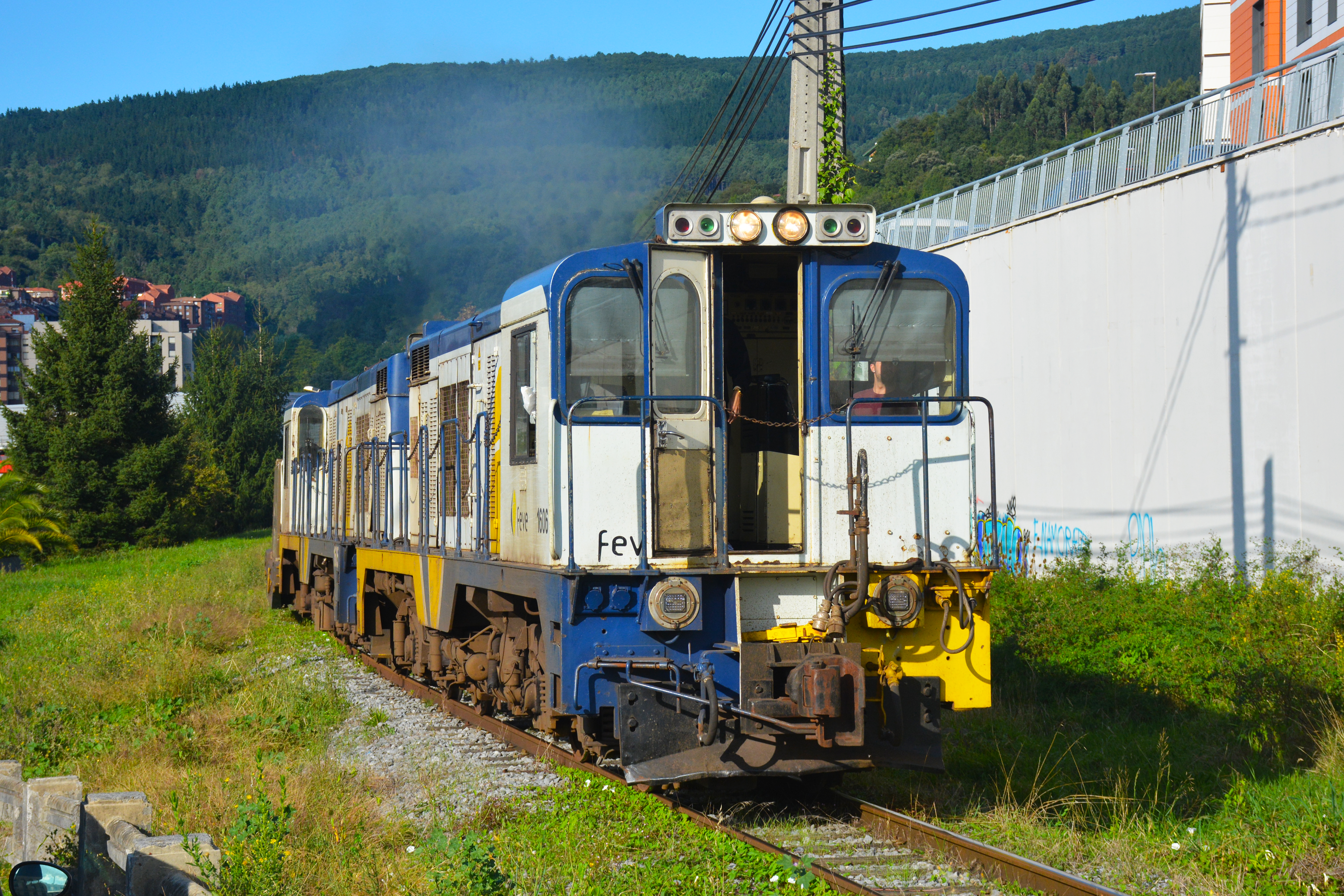
Dos 1600 de primera generación salen de Basauri con un tren bobinero vacío.

En vista de los excelentes resultados proporcionados por las monocabina, FEVE encarga diez locomotoras más a MTM, pero esta vez del modelo bicabina. Las máquinas son entregadas en 1985, debutando su carrera ese mismo año. En 1995 FEVE vuelve a encargar más locomotoras, esta vez 6 unidades, que son encargadas a GEC Alsthom Transport, quien las construye en la planta de Albuixech, Valencia. Estas locomotoras presentan algunos detalles estéticos que las diferencian de sus hermanas de subserie, y a su vez el motor diésel, del mismo modelo fue fabricado por Wärtisla, firma que adquirió los derechos de construcción de SACM.
En 2013 la serie pasa a pertenecer al parque de vía estrecha de Renfe Operadora debido a la desaparición de FEVE. La cual reciben la numeración del parque diesel de renfe. Asignándoles la serie 316.
Desde 2021, varias de las locomotoras han sido transferidas a Construraíl, una empresa formada por Continental Raíl y Renfe Mercancías, las cuales se encargan principalmente de traccionar el tren de bobinas entre Trasona y Ariz, donde allí una locomotora de maniobras se encarga de llevar el tren a la planta de ArcelorMittal Etxebarri.

## Servicios

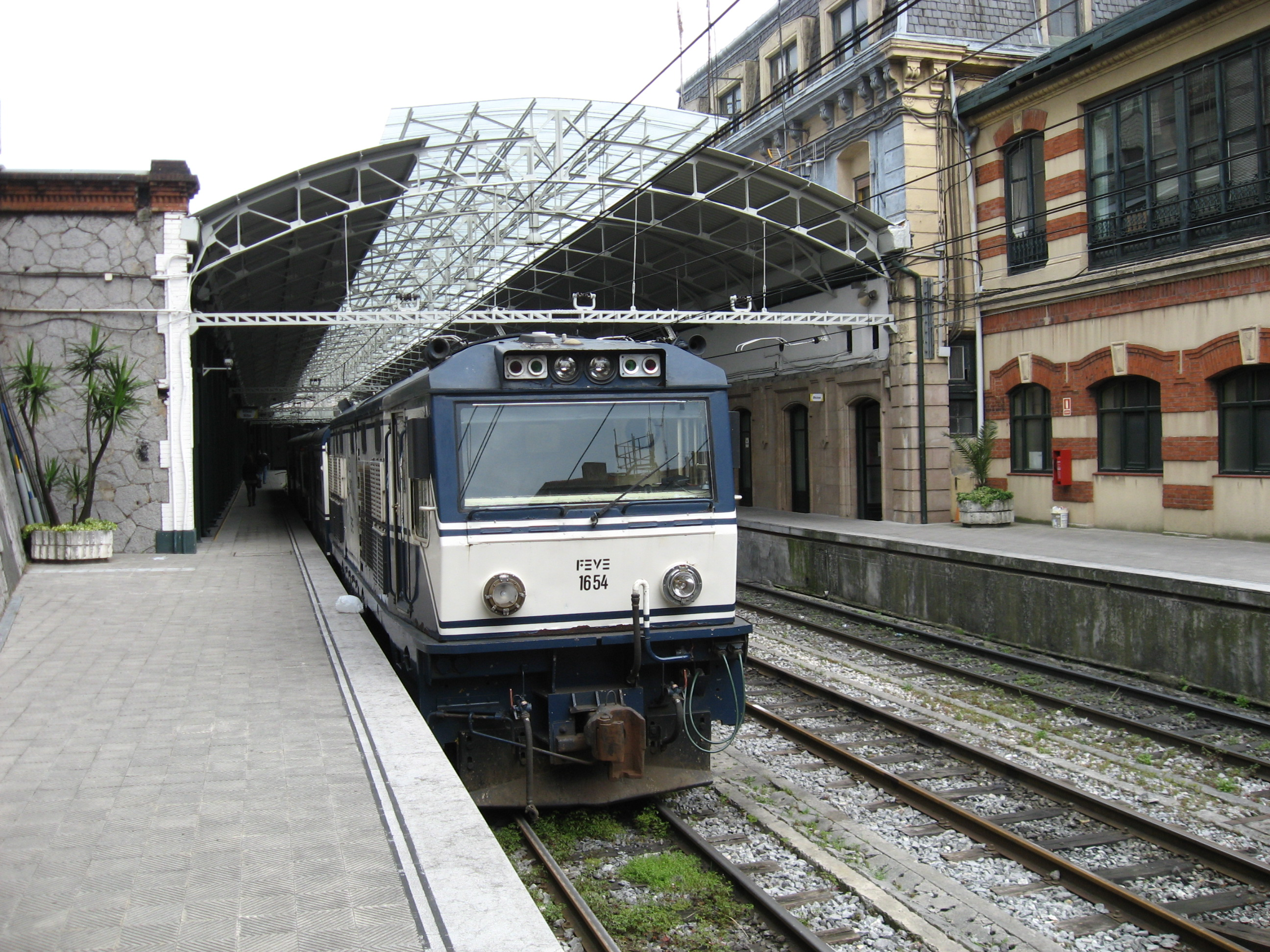
1654 saliendo de Bilbao.

Desde su puesta en marcha, las 1600 comenzaron a ocuparse de los trenes más pesados. A partir de 1999, se ocupan de los trenes siderúrgicos entre Asturias y el País Vasco, con una carga media de 1000 t. Asimismo, siempre han arrastrado los trenes de carbón en el área de influencia asturiana, y las lanzaderas entre Santander-Mercancías y Raos o Barreda. Con la llegada de las 1900, su utilización ha dejado de ser tan intensiva, compartiendo gráfico con las duales. No obstante, ciertos trenes son efectuados en exclusiva por las 1600, como los trenes de aluminio y madera entre Xove y Pravia, y la tracción del Transcantábrico en la línea de La Robla. 
En cuanto a los servicios de viajeros, las 1600 siempre se han ocupado de la mayor parte de ellos, debido a su mayor idoneidad y porte estética. Desde la llegada de las 1900, han perdido la tracción del tren de lujo Transcantábrico entre Ferrol y Balmaseda, aunque en los otros trenes turísticos es muy habitual su utilización. 
Asimismo, todos los años aseguran la tracción del operativo ferroviario en la fiesta del Descenso del Sella, que se celebra a primeros de agosto. Para este operativo se escogen locomotoras monocabina, de las cuales dos son decoradas al efecto. Normalmente la 1601 y 1602 aseguran la tracción del Piragüeru entre Oviedo y Ribadesella.